# Armand Gaétan Razafindratandra

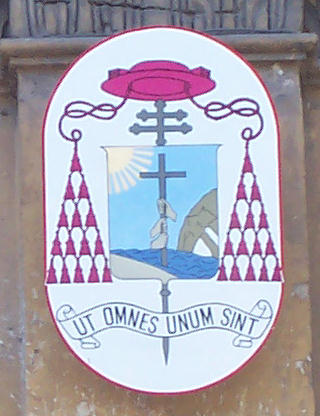
Wappen des Kardinals an seiner römischen Titelkirche Santi Silvestro e Martino ai Monti

Armand Gaétan Kardinal Razafindratandra (* 7. August 1925 in Ambohimalaza, Madagaskar; † 9. Januar 2010 in Mahajanga) war Erzbischof von Antananarivo.

## Leben
Armand Gaétan Razafindratandra empfing nach philosophischen und theologischen Studien am 27. Juli 1954 das Sakrament der Priesterweihe durch den Apostolischen Vikar von Tananarive, Victor Alphonse Marie Sartre SJ, und spezialisierte sich in Paris im Rahmen weiterer Studien in den Bereichen Pastoraltheologie und Sozialwissenschaften. Ab 1956 oblag ihm in Madagaskar die Verantwortung für den katechetischen Unterricht. Er gab Schulbücher heraus, arbeitete als Schulseelsorger und wirkte als Vikar an der Kathedrale von Antananarivo.
In den sechziger Jahren wirkte er als Gemeindepriester, organisierte Jugend- und Familienfreizeiten und übernahm die Leitung des neu gegründeten Nationalen Zentrums für Katechetischen Unterricht. Er leitete als Regens das Knabenseminar von Faliarivo und das Priesterseminar von Ambatoroka.
Papst Paul VI. ernannte ihn 1978 zum Bischof von Mahajanga. Die Bischofsweihe spendete ihm am 2. Juli 1978 der Erzbischof von Tananarive, Victor Kardinal Razafimahatratra SJ; Mitkonsekratoren waren Albert Joseph Tsiahoana, Erzbischof von Diégo-Suarez, und Francesco Vòllaro, OSsT, Bischof von Ambatondrazaka. Sein Hirtenamt versah er in den folgenden Jahren mit großem persönlichem Einsatz: er besuchte die Pfarreien seiner Diözese persönlich und musste dabei oftmals den Weg zu Fuß zurücklegen. Viele der Gemeinden erhielten so erstmals eine bischöfliche Visitation. Er engagierte sich stark in bildungspolitischen Fragen und trug so wesentlich zum Demokratisierungsprozess in seinem Heimatland bei.
Papst Johannes Paul II. ernannte ihn am 3. Februar 1994 zum Erzbischof von Antananarivo und nahm ihn am 26. November desselben Jahres als Kardinalpriester mit der Titelkirche Santi Silvestro e Martino ai Monti in das Kardinalskollegium auf.
Von 1997 bis 2000 leitete er die Bischofskonferenz seines Heimatlandes. Er war Mitglied der Kongregation für die Evangelisierung der Völker.
Er nahm am Konklave 2005, in dem Benedikt XVI. gewählt wurde, teil und war einer der ältesten wahlberechtigten Kardinäle. Nachdem er bereits sein 80. Lebensjahr vollendet hatte, nahm Benedikt XVI. sein altersbedingtes Rücktrittsgesuch am 7. Dezember 2005 an.
Armand Gaétan Razafindratandra galt als einer der Väter der madagassischen Demokratie.